# فاينال فانتازي 7: ظهور الأطفال
فاينال فانتازي 7: ظهور الأطفال (بالإنجليزية: Final Fantasy VII: Advent Children)‏ و (باليابانية: ファイナルファンタジーVII アドベントチルドレン) هو فيلم خيال علمي ياباني تم إنتاجه في سنة 2005 وهو من إخراج تتسويا نومورا وبطولة تاكاهيرو ساكوراي وأيومي إيتو وكينيتشي سوزومورا وشوتارو موريكوبو ومايا ساكاموتو وتوشيوكي موريكاوا وشوغو سوزوكي.

## روابط خارجية
- فاينال فانتازي 7: ظهور الأطفال على موقع IMDb (الإنجليزية)
- فاينال فانتازي 7: ظهور الأطفال على موقع روتن توميتوز (الإنجليزية)
- فاينال فانتازي 7: ظهور الأطفال على موقع نتفليكس (الإنجليزية)
- فاينال فانتازي 7: ظهور الأطفال على موقع قاعدة بيانات الأفلام العربية
- فاينال فانتازي 7: ظهور الأطفال على موقع ألو سيني (الفرنسية)
- فاينال فانتازي 7: ظهور الأطفال على موقع Turner Classic Movies (الإنجليزية)
- فاينال فانتازي 7: ظهور الأطفال على موقع أول موفي (الإنجليزية)
- فاينال فانتازي 7: ظهور الأطفال على موقع فيلمافينيتي (الإسبانية)
- فاينال فانتازي 7: ظهور الأطفال على موقع قاعدة بيانات الأفلام السويدية (السويدية)
- فاينال فانتازي 7: ظهور الأطفال على موقع قاعدة بيانات الفيلم (الإنجليزية)